# Leuchtobelisk

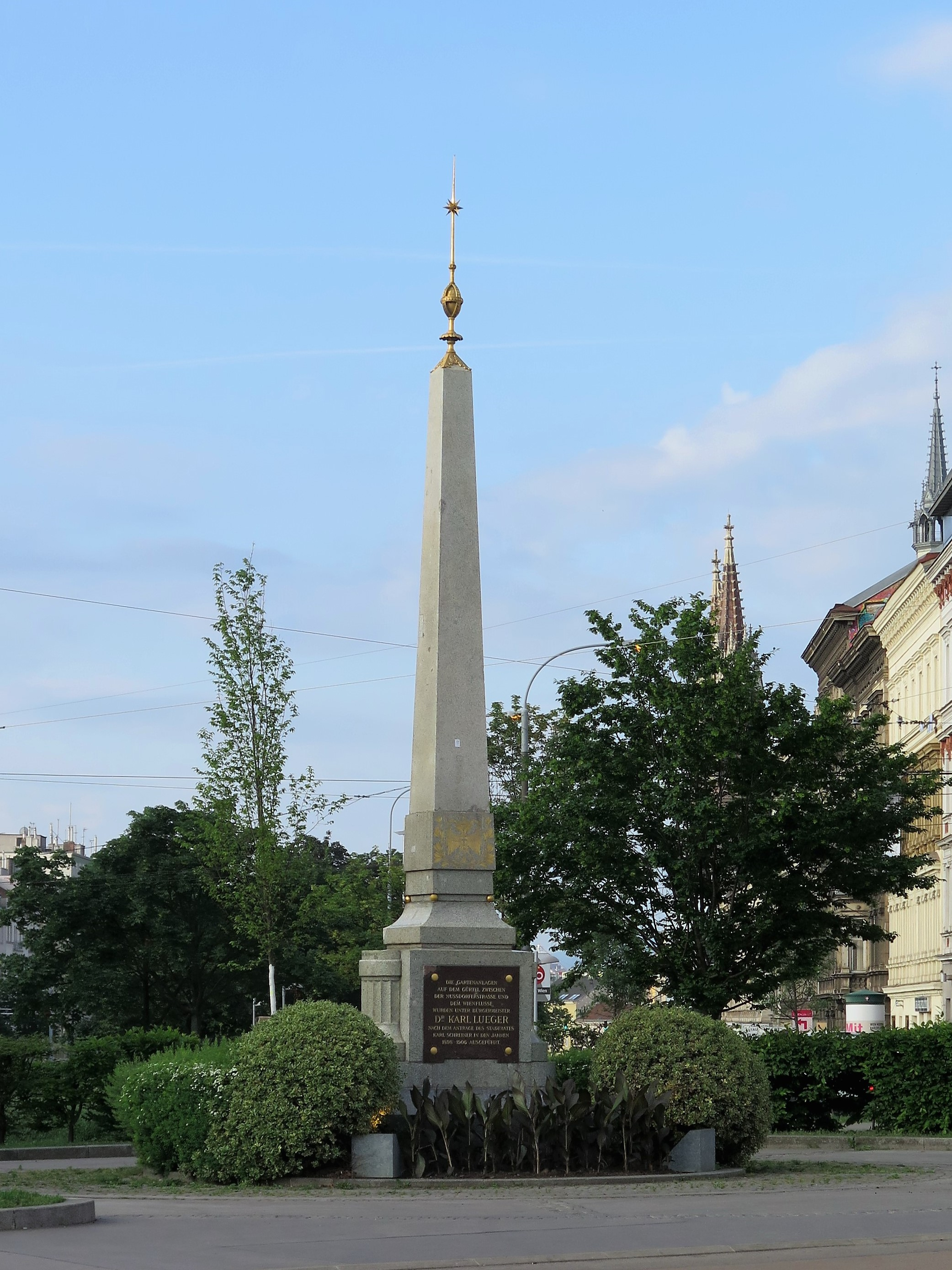
Leuchtobelisk am Mariahilfer Gürtel

Der Leuchtobelisk steht am Mariahilfer Gürtel in Wien. 
Das Denkmal steht unter Denkmalschutz (Listeneintrag). 

## Geschichte
Die 65.000 m² große Parkanlage zwischen Nussdorfer Straße und Wienfluss wurde nach der Schleifung des Linienwalles angelegt. Mit Abschluss der Arbeiten wurde das Denkmal errichtet. Der Entwurf stammt vom Architekten Johann Nepomuk Scheiringer. Die Ausführung erfolgte von 1898 bis 1906 mit dem Bildhauer Johann Scherpe. Die Enthüllung fand am 2. Dezember 1906 anlässlich der Erinnerung an die Vollendung des Gürtels und dessen Grünanlagen statt.

## Beschreibung
Der neun Meter hohe, schlanke Obelisk besteht aus Granit und trägt die Inschrift: „Die Gartenanlagen auf dem Gürtel zwischen der Nussdorferstrasse und dem Wienflusse wurden unter Bürgermeister Dr. Karl Lueger nach dem Antrage des Stadtrates Karl Schreiner in den Jahren 1898 bis 1906 ausgeführt.“
Seinen Namen hat der Obelisk von dem durch 92 Glühlampen beleuchteten Stern, der früher die Spitze zierte und auch als Straßenbeleuchtung diente. Ebenfalls nicht mehr vorhanden sind zwei Mädchengestalten aus Bronze, die neben dem Obelisk auf dem Sockel standen.